# Кейла (водоспад)
Кейла (ест. Keila juga) — водоспад, який знаходиться в Естонії в волості Кейла повіту Гар'юмаа на річці Кейла в селищі Кейла-Йоа. Висота водоспаду складає 6 метрів, ширина — 70 метрів; за своєю потужністю цей водоспад поступається тільки водоспадів Нарва і Ягала.
Недалеко від водоспаду знаходиться парк, а в 1833 році за проектом Андрія Івановича Штакеншнейдера була побудована миза Кейла-Йоа, що належала Олександру фон Бенкендорфу і пізніше відому як замок Фалло (Schloss Fall). Дорога з парку до водоспаду проходить уздовж русла річки через два мости.
У місцевих жителів є традиція відвідувати водоспад в день весілля, де вони прикріплюють замки до поручнів моста зі своїми іменами, після чого ключ від замка кидають в водоспад.

## Галерея

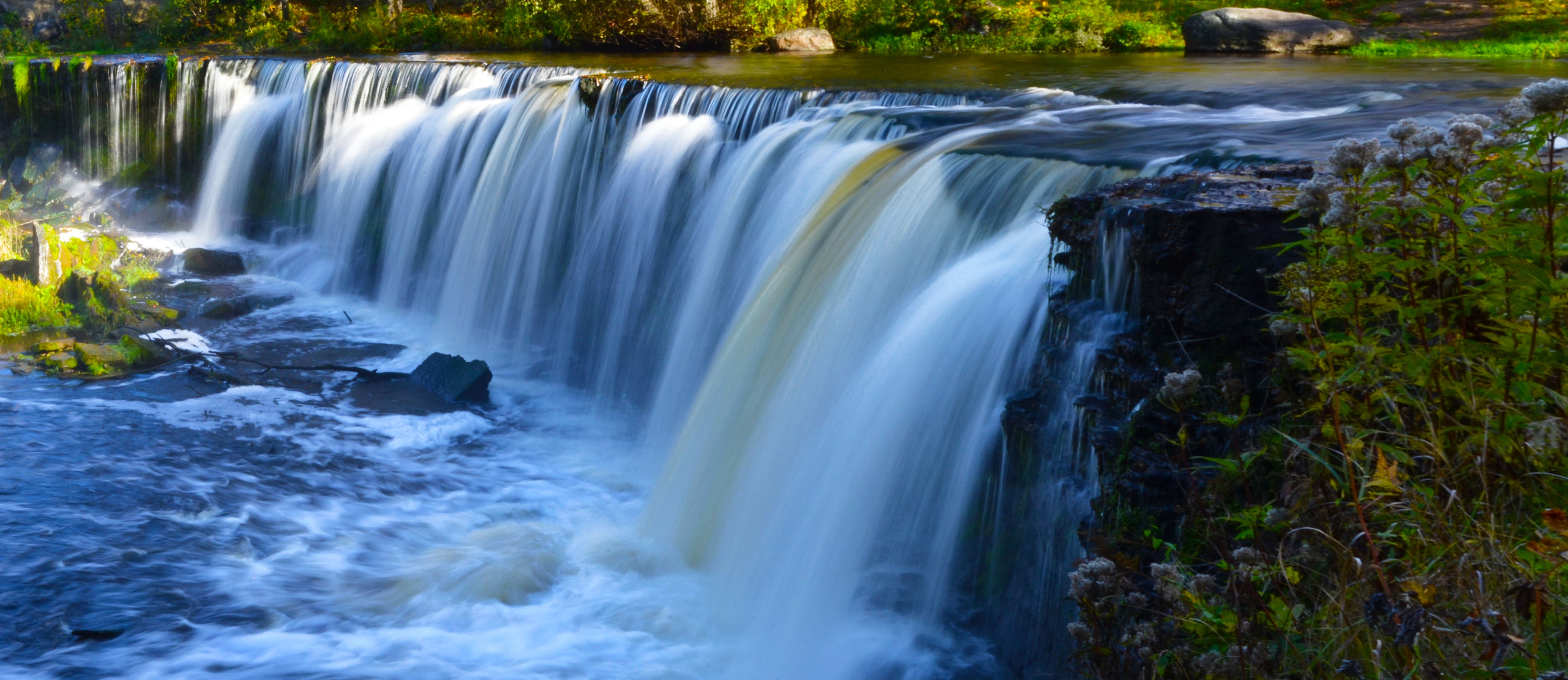
Водоспад Кейла (2016 р.)
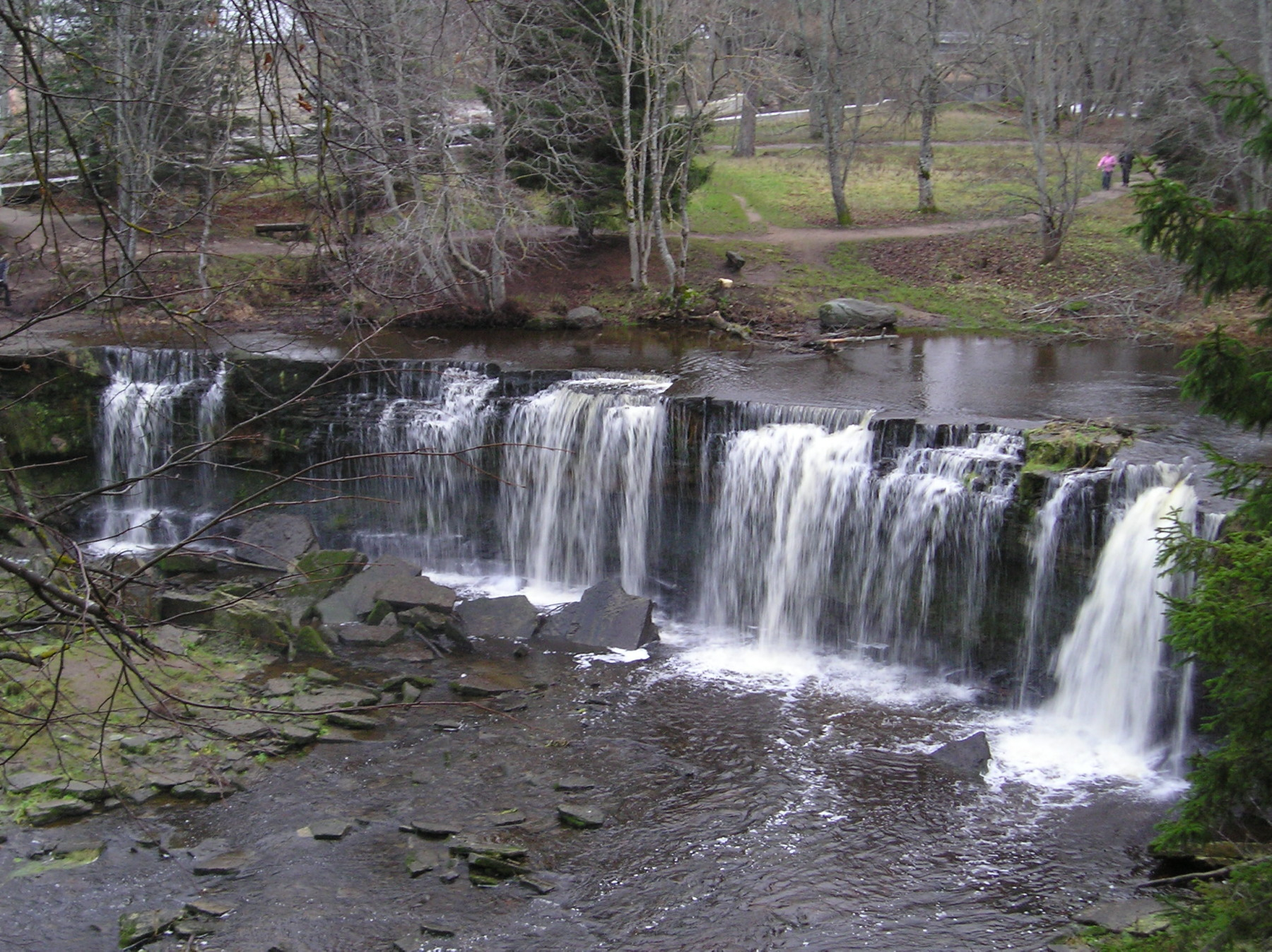
Водоспад Кейла
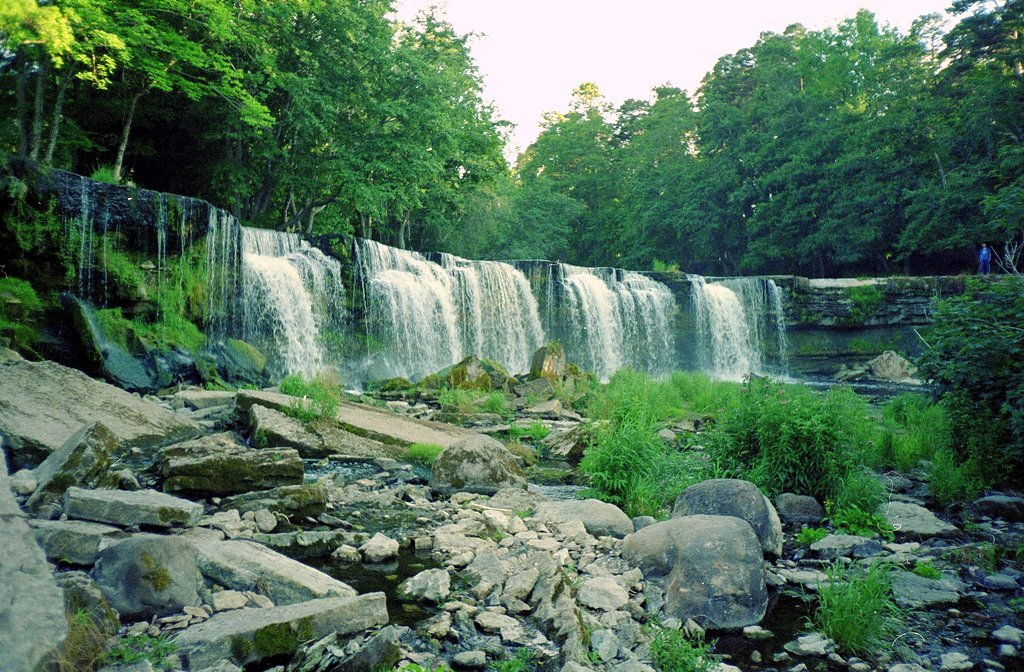
Водоспад Кейла (2008 р.)
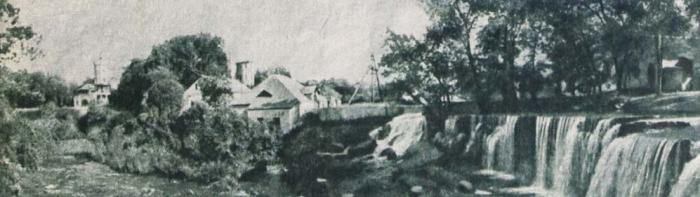
Водоспад Кейла
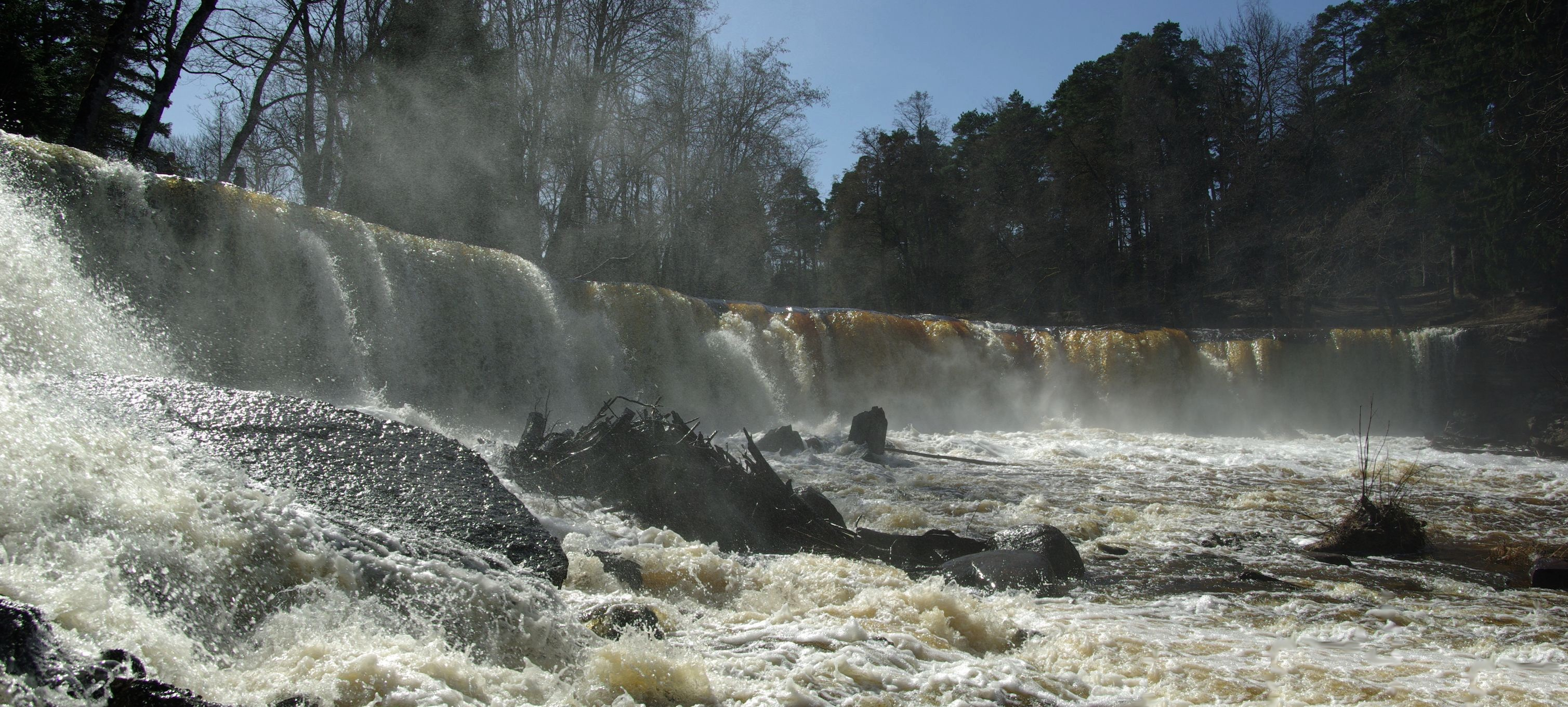
Водоспад Кейла (2010 р.)
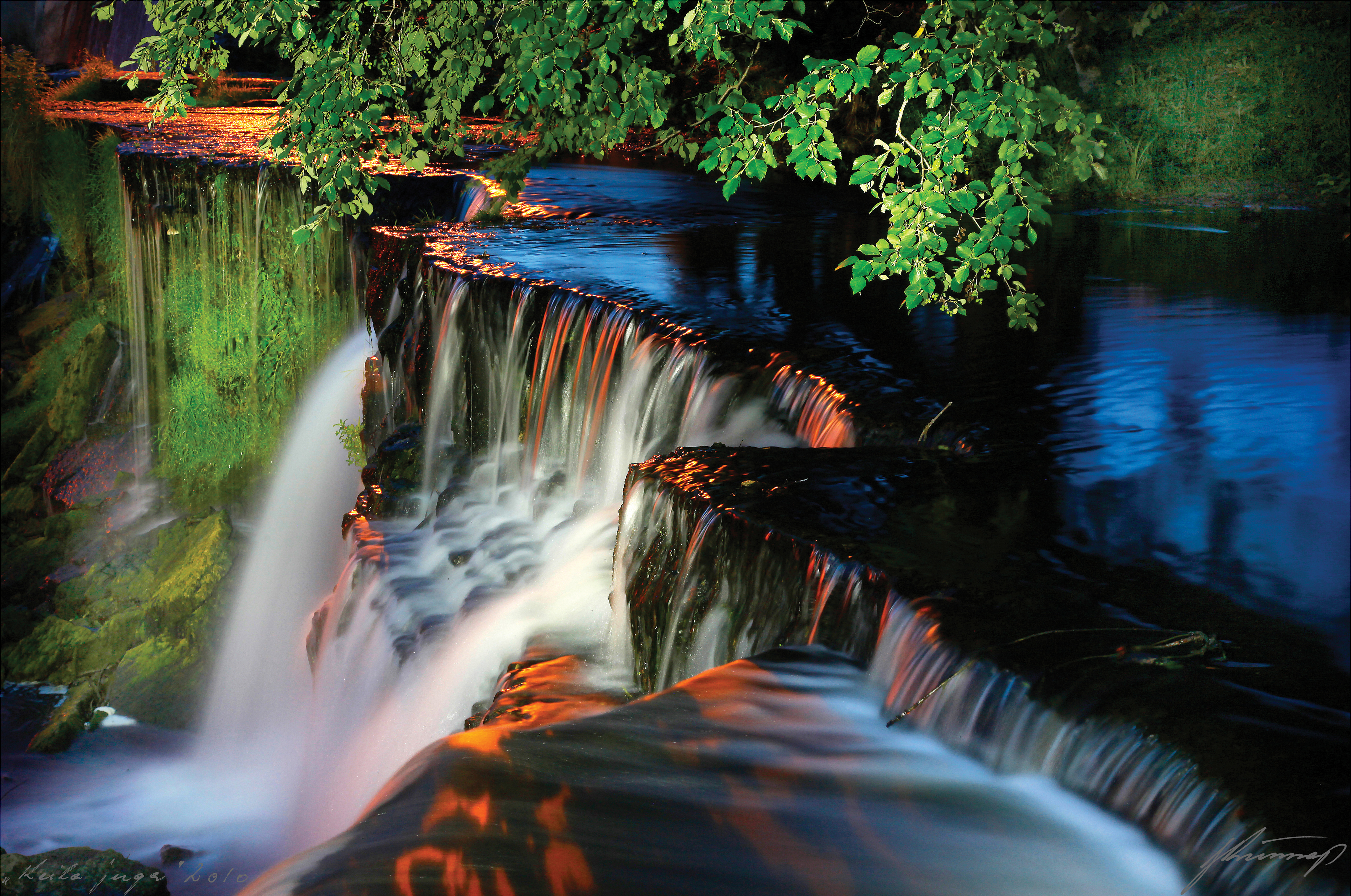
Водоспад Кейла
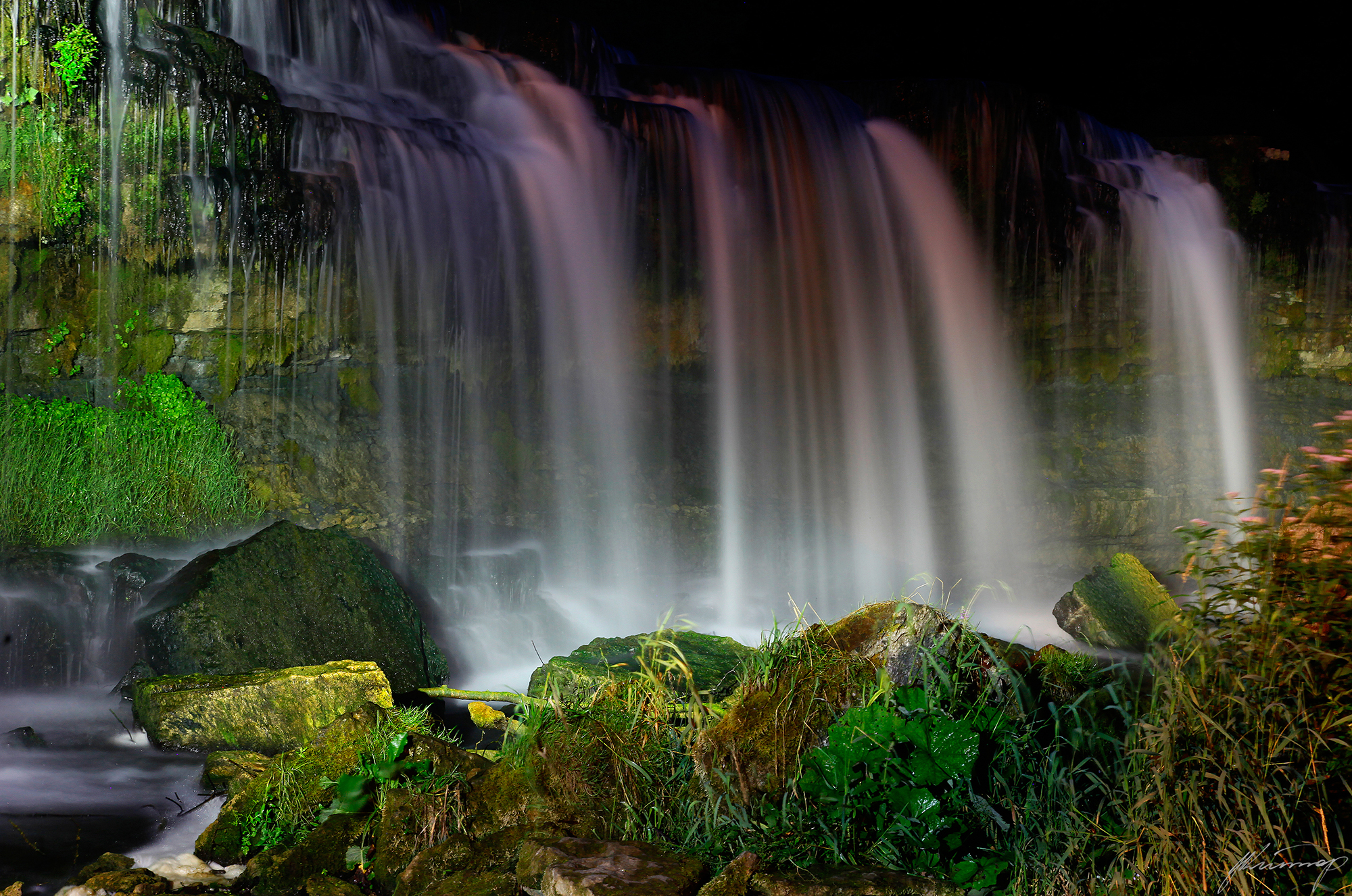
Водоспад Кейла
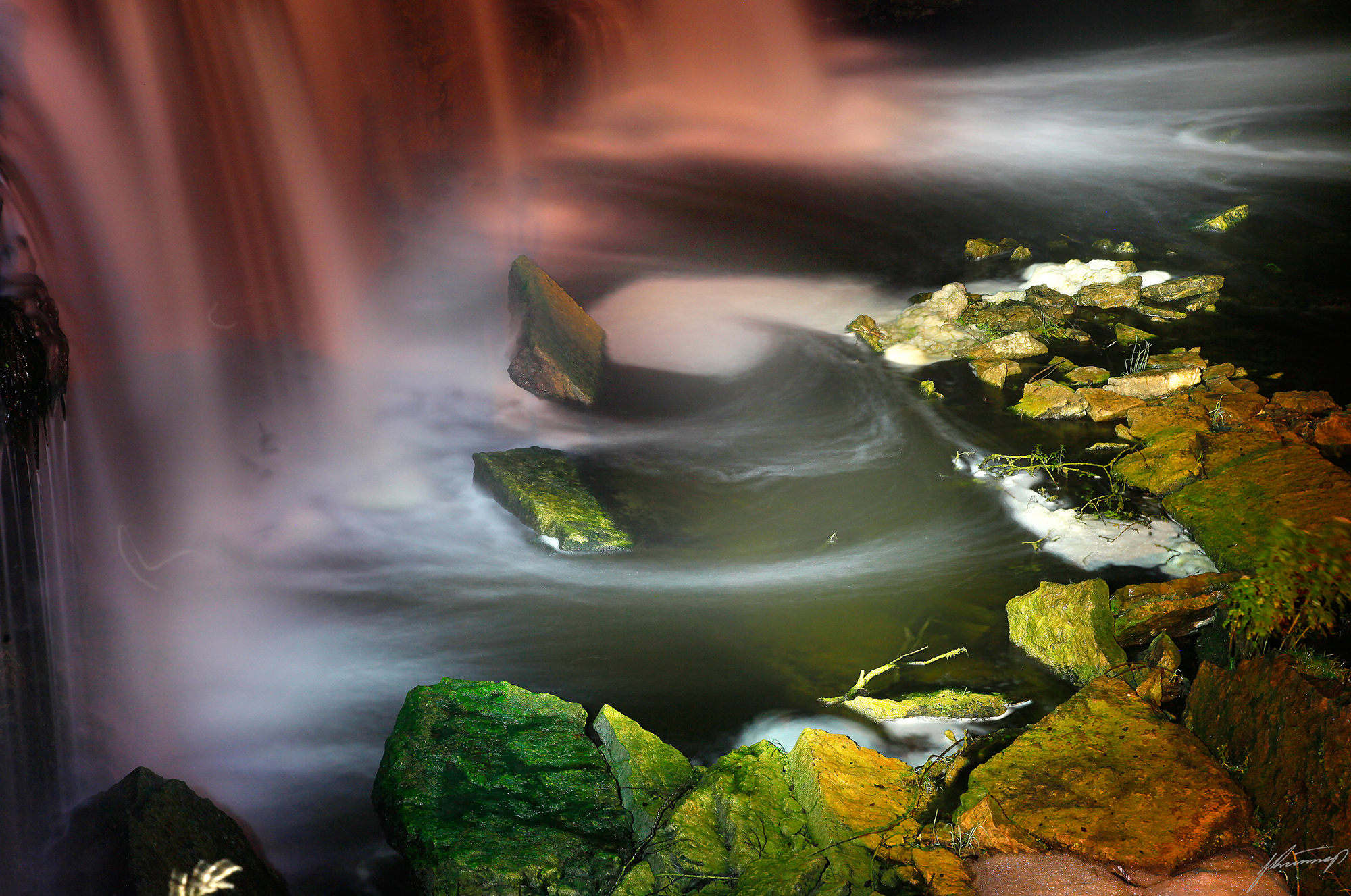
Водоспад Кейла